# ビッケンバッハ (ベルクシュトラーセ)
ビッケンバッハ (ドイツ語: Bickenbach) はドイツ連邦共和国ヘッセン州ダルムシュタット＝ディーブルク郡に属す町村（以下、本項では便宜上「町」と記述する）。

## 地理

### 位置
ビッケンバッハはヘッセン州のベルクシュトラーセ北部、ライン＝マイン大都市圏とライン＝ネッカー大都市圏の中間に位置する。

### 隣接する市町村
ビッケンバッハは、北はプフングシュタット、東はゼーハイム＝ユーゲンハイム、南はアルスバッハ＝ヘーンライン、西はゲルンスハイム（グロース＝ゲーラウ郡）と境を接する。

### 自治体の構成
ビッケンバッハは、ビッケンバッハ地区単独で構成される。

## 歴史
ビッケンバッハは、ロルシュ文書中の贈与証明書に、874年に初めて記録されている。15世紀の終わり頃までロルシュ修道院と密接な関係にあり、そのレーエンとして統治された。その後、1714年にエアバッハ伯がヘッセン=ダルムシュタット方伯に売却するまで何度も領主が入れ替わった。
町から南西約2kmに山城の一種であるモッテの遺構がある。この城はビッケンバッハ氏の本拠地であり、1130年に初めて記録されている。

## 行政

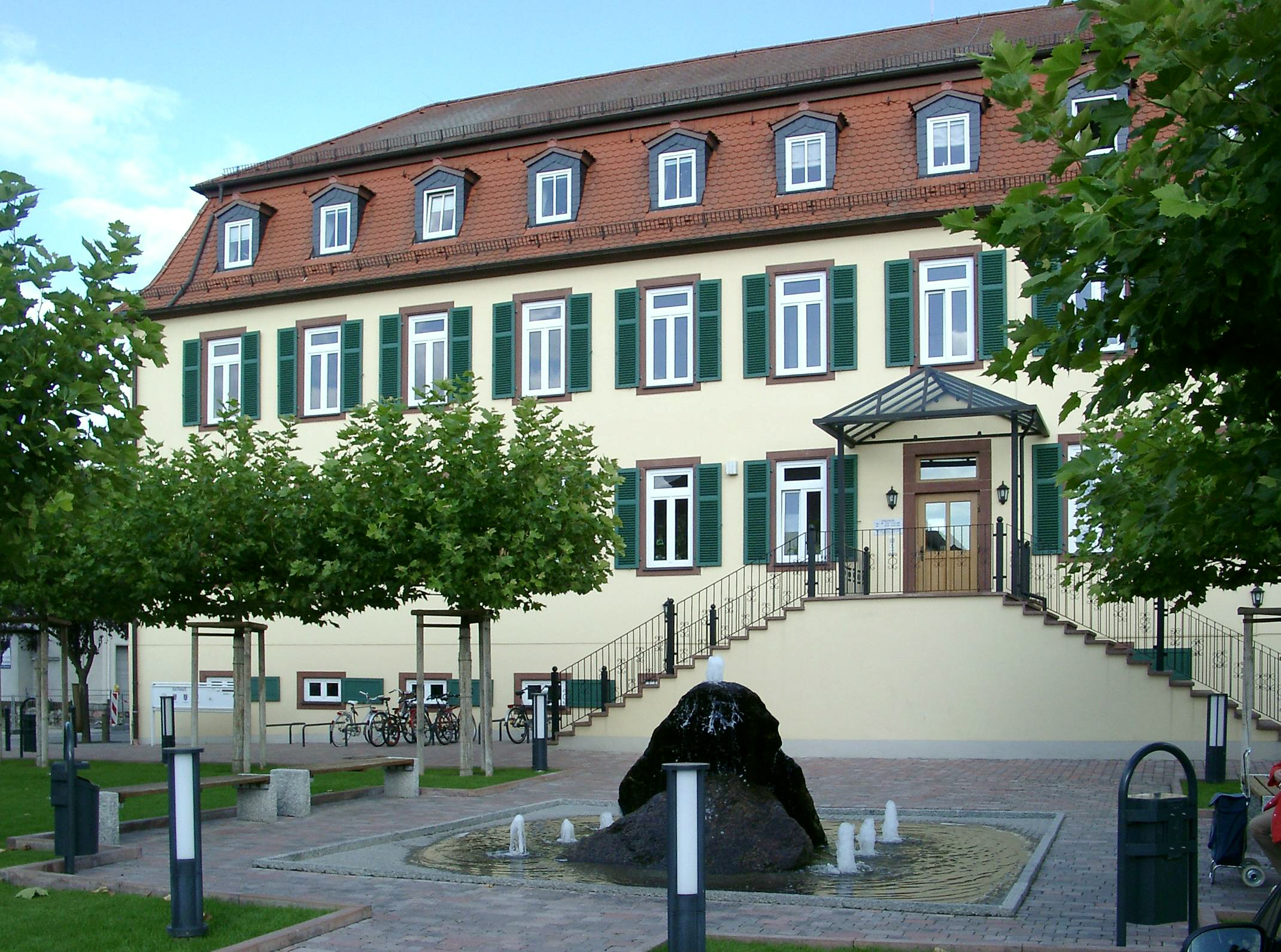
ビッケンバッハの町役場（旧ヘッセン方伯の狩りの城）

### 町長
第二次世界大戦後の町長を列記する。
- 1945年4月15日 – 1946年3月21日: カール・ディーター (KPD)
- 1946年3月22日 – 1948年6月24日: ゲオルク・ヒル (SPD)
- 1948年6月25日 – 1968年9月30日: ゲオルク・ブルーム (SPD)
- 1968年10月1日 – 1993年12月31日: カール・シェーメル (SPD)
- 1994年1月1日 - 2017年12月31日: ギュンター・マルティーニ (CDU)
- 2018年1月1日 - : マルクス・ヘネマン (SPD)

### 議会
ビッケンバッハの町議会は25議席からなる。

### 友好都市
- トリカーリコ（イタリア、バジリカータ州）
- サン＝フィルベール＝ド＝グラン＝リュー（フランス、ロワール＝アトランティック県）

## 見所

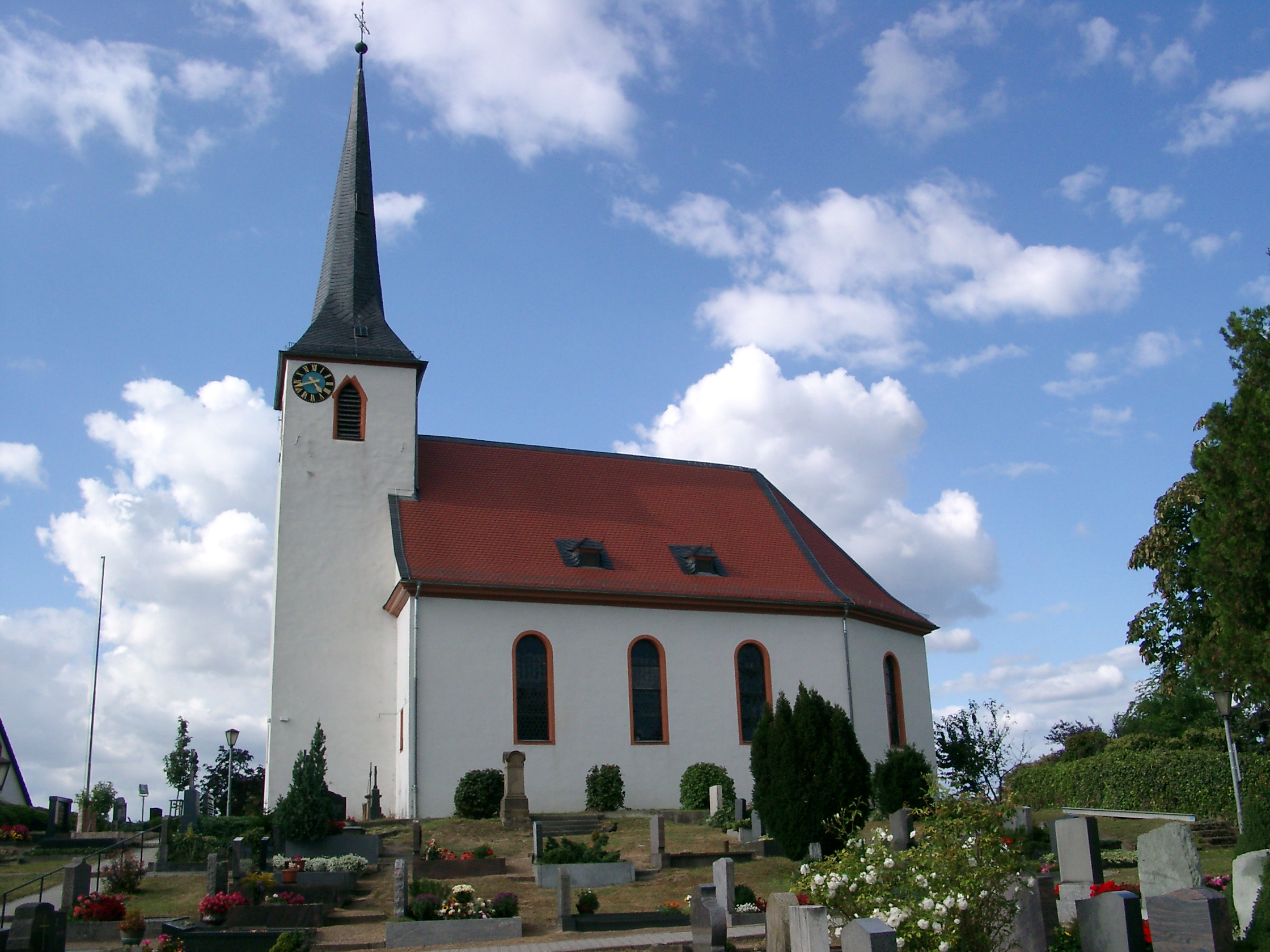
プロテスタント教区教会

プロテスタントの教区教会は後期ゴシック様式の西塔と古典主義様式のホール建築の長堂をもつ。かつてのヘッセン方伯の狩りの城は1720年から1721年の建築であり、現在は町役場として利用されている。
さらにビッケンバッハには世界で唯一の靴型博物館がある。見学には申し込みが必要である。

## 経済と社会資本

### 交通
ビッケンバッハは、マイン=ネッカー鉄道沿いの交通の便の良い場所にある。レギオナルバーンやレギオナルエクスプレスの列車がビッケンバッハとダルムシュタットやフランクフルト・アム・マインあるいはマンハイムやハイデルベルクとを結んでいる。
バス路線のK50系統がビッケンバッハからアルスバッハ＝ヘーンラインあるいはゼーハイム＝ユーゲンハイムやミュールタールまで運行されている。ベンスハイムやヘッペンハイムへは、マイン＝ネッカー鉄道の他にバス路線669系統が結んでいる。
1961年まで、ビッケンバッハ駅でマイン＝ネッカー鉄道からビッケンバッハ – ゼーハイム線が分岐していた。

### 地元企業
ビッケンバッハには、自然食品・エコ日用品スーパーマーケットのAlnatura（アルナトゥーラ）の本社がある。この会社はやはりこの町に本社を置いて活動していたAlnavitとAlnatura-Naturtextilが母体となっている。

## 人物
ルートヴィヒ・カイル（1896年 – 1952年）ヘッセン州州議会議員 (KPD)

## 引用
1. ↑  Hessisches Statistisches Landesamt: Bevölkerung in Hessen am 31.12.2023 (Landkreise, kreisfreie Städte und Gemeinden, Einwohnerzahlen auf Grundlage des Zensus 2011)]